# Antipode
En antipode er en person, som bor på den diametralt modsatte side af Jorden. Ordet bruges også om en modsætning eller en modstander.
| Lande       | Antipoder            |
| ----------- | -------------------- |
| Spanien     | New Zealand          |
| Chile       | Kina                 |
| Bolivia     | Det sydkinesiske hav |
| Colombia    | Indonesien           |
| Brasilien   | Filippinerne         |
| Peru        | Vietnam              |
| Australien  | Atlanterhavet        |
| Nordamerika | Indiske Ocean        |
| Asien       | Stillehavet          |
| Afrika      | Stillehavet          |
| Europa      | Stillehavet          |
| Nordpolen   | Sydpolen             |

| Geografi/geologi | Spire Denne artikel om geografi er en spire som bør udbygges. Du er velkommen til at hjælpe Wikipedia ved at udvide den. |